# Woolstreet
Woolstreet — сеть магазинов женской одежды.

## История

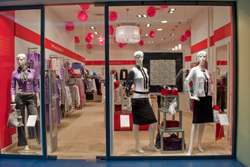
.Магазин Woolstreet

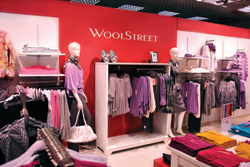
.Магазин Woolstreet

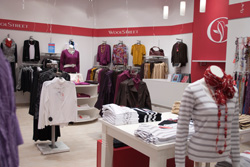
.Магазин Woolstreet

В 1996 году в ЦУМе был открыт первый магазин, в котором товары продавались под немецкой маркой Stottrop. Сеть магазинов росла, развивалась, постепенно менялся ассортимент, и позднее специально для российского рынка была создана торговая марка Woolstreet . Под брендом Woolstreet открыто 114 магазинов в России и Казахстане. В 2006 году компания приступила к развитию франчайзинга. В 2007 году совместно с международным агентством FutureBrand разработана обновленная концепция магазинов Woolstreet. В 2009 году открыт интернет-магазин.

## Деятельность Woolstreet
Обновление коллекций одежды происходит каждые три месяца. В коллекции отражается несколько актуальных тенденций, каждая из которых оформлена отдельной темой, поступающей в магазины каждые две недели.